# Hvem er bange for Virginia Woolf? (film)
Hvem er bange for Virginia Woolf? (originaltitel: Who's Afraid of Virginia Woolf?) er en amerikansk fim fra 1966 instrueret af Mike Nichols. Manuskriptet (skrevet af Ernest Lehman) er baseret på Edward Albees skuespil fra 1962 af samme navn. Filmens hovedroller spilles af Elizabeth Taylor som Martha og Richard Burton som George, og med George Segal som Nick og Sandy Dennis som Honey.
Filmen blev nomineret til tretten Oscars, og filmen er den dag i dag den eneste, der er blevet nomineret i samtlige mulige kategorier. På trods af de mange nomineringer, modtog filmen hverken Oscar for bedste film eller Oscar for bedste instruktør, men Elizabeth Taylor og Sandy Dennis modtog hver en Oscar for bedste kvindelige hovedrolle og birolle. Filmen vandt i alt fem Oscars. 
Som i skuespillet handler filmen om parret George og Martha, der efter en fest på et universitet inviterer et yngre par med hjem til et "afterparty" i George og Marthas hjem. Hjemme i huset fortsætter Martha og George med at drikke, og parret skændes og ydmyger hinanden på udspekulerede måder, ligesom de lejlighedsvist er fysisk voldelige overfor hinanden, mens den unge par iagttager dem i en blanding af fascination og afsky.

## Medvirkende
- Elizabeth Taylor som Martha
- Richard Burton som George
- George Segal som Nick
- Sandy Dennis som Honey

## Kontroverser
Edward Albees skuespil fra 1962 indeholdt en for datiden kontroversiel sprogbrug, med brug af ord som "goddamn", "son-of-a-bitch", "screw you", "up yours", "great nipples", og "hump the hostess"., hvilket fik mange kritikere til at reagere negativt. Publikum tog imidlertid vel imod teaterstykket. Det var dengang opfattelsen, at stykket kunne være en stor succes på Broadway, men at det ikke var muligt at overføre teaterstykket til film, da det mere mainstream-orienterede filmpublikum næppe ville acceptere teaterstykkets sprogbrug. Den amerikanske filmindustri – og det amerikanske filmpublikum – var imidlertid under drastisk forvandling i 1960'erne,, og Ernst Lehman besluttede, at han ikke ville ændre på sprogbrugen, der havde chokeret dele af teaterpublikummet kun 4 år tidligere i 1962. 
Allerede under optagelserne til filmen blev der rejst kraftig kritik fra blandt andet "Catholic Legion of Motion Pictures", der oplyste, at de ville give filmen en rating som "condemned" ("fordømt") og The Motion Picture Association of America oplyste, at de ikke kunne udstede et såkaldt "Seal of Approval"., der normalt anses som en forudsætning for at få filmen solgt til et bredt publikum.
Filmen blev således anset for at være en milepæl, idet den tillod at have et kontroversielt sprogbrug og at have seksuelle referencer, hvilket var uhørt på den tid. For at imødekomme truslerne fra The Motion Picture Association of America, accepterede Warner Bros. dog at foretage et par mindre ændringer i den "værste" sprogbrug, og at filmen blev markedsført som værende "adult", hvilket også fik Catholic Legion of Motion Pictures til at trække truslen tilbage om fordømmelse af filmen. Det var denne film og  Michelangelo Antonioni's Blowup også fra 1966, der fik The Motion Picture Association of America til at ændre det amerikanske filmcensur-system, således at dette fra 1968 fik en anden opbygning.

## Eksterne links
- Hvem er bange for Virginia Woolf? på Internet Movie Database (engelsk)
- Hvem er bange for Virginia Woolf? på Filmdatabasen
- Hvem er bange for Virginia Woolf? på Scope
- Hvem er bange for Virginia Woolf? i Svensk Filmdatabas (svensk)
- Hvem er bange for Virginia Woolf? på AlloCiné (fransk)
- Hvem er bange for Virginia Woolf? på MovieMeter (nederlandsk)
- Hvem er bange for Virginia Woolf? på AllMovie (engelsk)
- Hvem er bange for Virginia Woolf? hos American Film Institute (engelsk)
- Hvem er bange for Virginia Woolf?'s profil hos Encyclopædia Britannica Online (engelsk)
- Hvem er bange for Virginia Woolf? på Turner Classic Movies (engelsk)